# Lac de Suyen
Le lac de Suyen est un lac pyrénéen français situé dans la commune d'Arrens-Marsous dans le département des Hautes-Pyrénées en région Occitanie.
Le lac a une superficie de 2 ha pour une altitude de 1 536 m, il atteint une profondeur de 3 m.

## Géographie
Il s'agit d'un petit lac naturel du Val d'Azun d'une superficie de 2 ha et d'une altitude de 1 536 m. Rehaussé par un petit barrage, il est traversé par le gave d'Arrens. Il est situé dans le parc national des Pyrénées.

### Topographie
|                        | Lac du Tech (1 207 m)      |                          |
| La Pourgadou (2 344 m) | lac de de Suyen            | Pic de Palouma (2 466 m) |
|                        | Lacs de Rémoulis (2 019 m) |                          |

## Protection environnementale
Le lac est situé dans le parc national des Pyrénées et fait partie d'une zone naturelle protégée, classée ZNIEFF de type 1 : Hautes vallées des gaves d’Arrens et de Labat de Bun

## Voies d'accès
Situé dans la petite vallée du gave d'Arrens, le lac de Suyen est très facilement accessible depuis le parking qui jouxte la centrale électrique de Migouélou (quelques hectomètres de marche, seulement 60 mètres de dénivelé positif) et peut faire l'objet d'une balade en famille.
Il peut être intéressant de poursuivre le sentier sur quelques centaines de mètres pour atteindre la toue de Doumblas, au confluent du gave d'Arrens et du Larribet. Ce sentier se divise en deux pour mener, à droite, au refuge de Larribet puis aux lacs de Batcrabère, à gauche aux lacs de Rémoulis puis au port de la Peyre Saint-Martin.

## Images

Sélection de vues du lac.
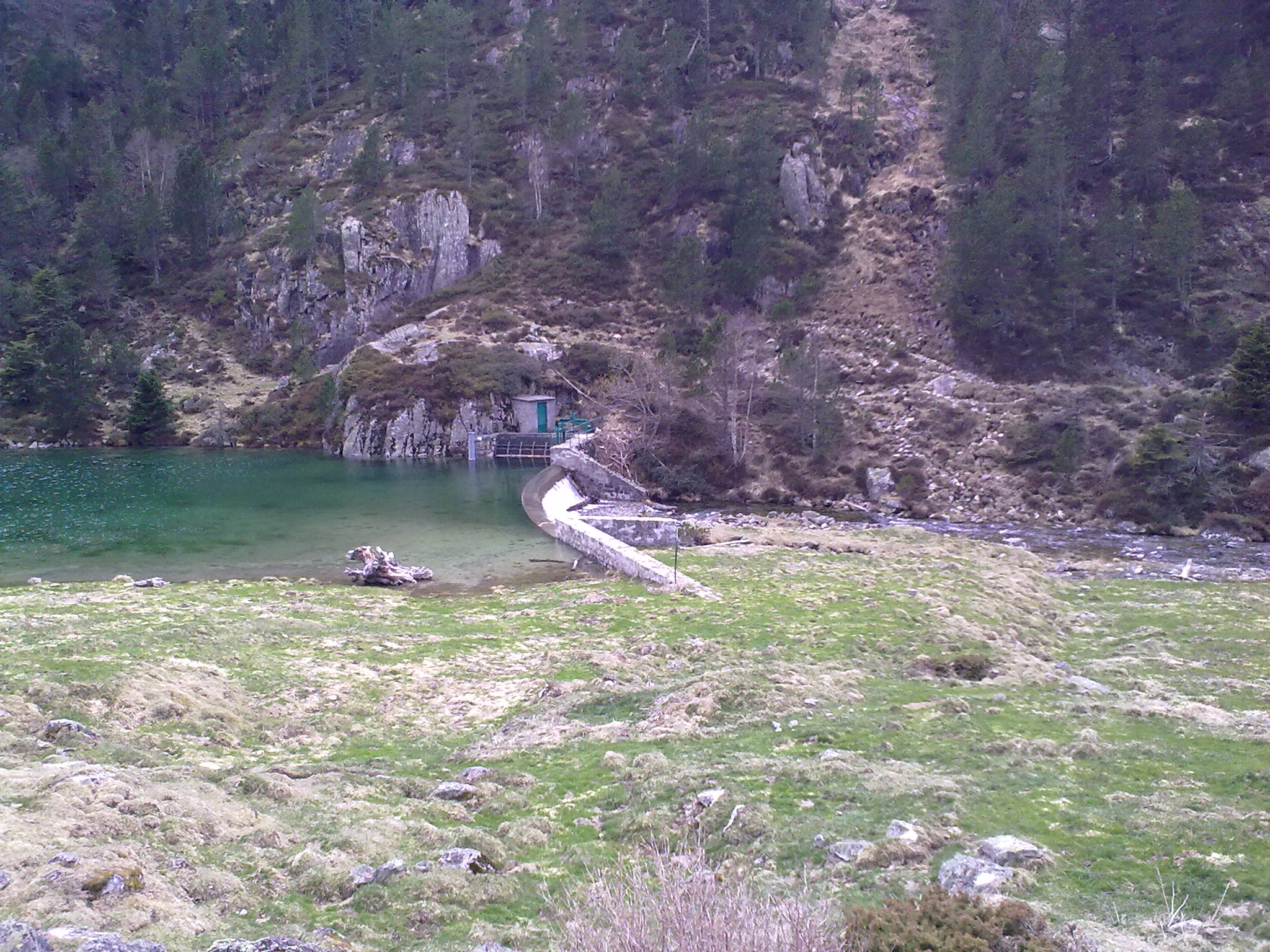
Barrage du lac de Suyen, Vue 1. (avril 2010)
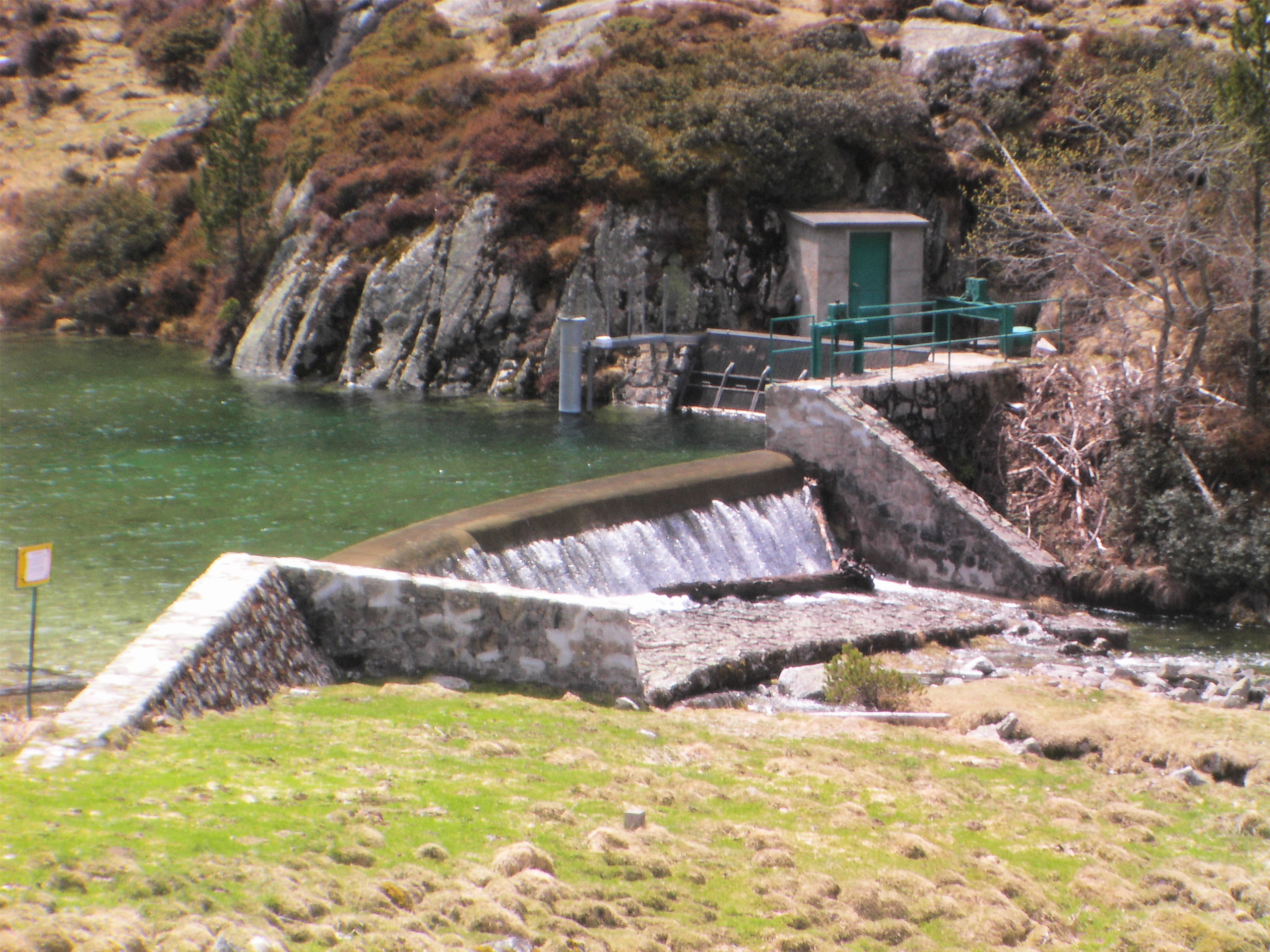
Barrage du lac de Suyen, Vue 2. (avril 2010)
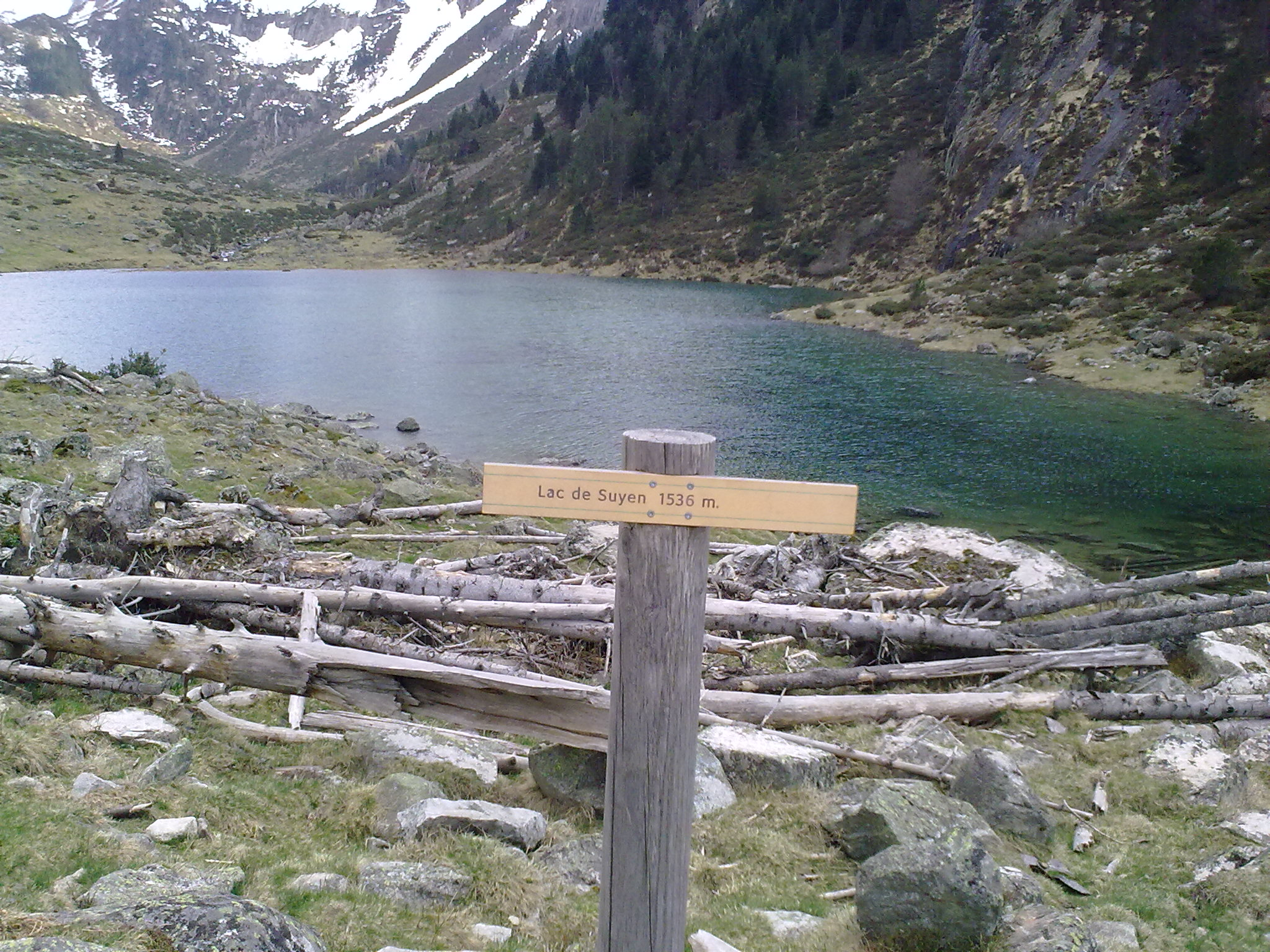
Le lac de Suyen (avril 2010).
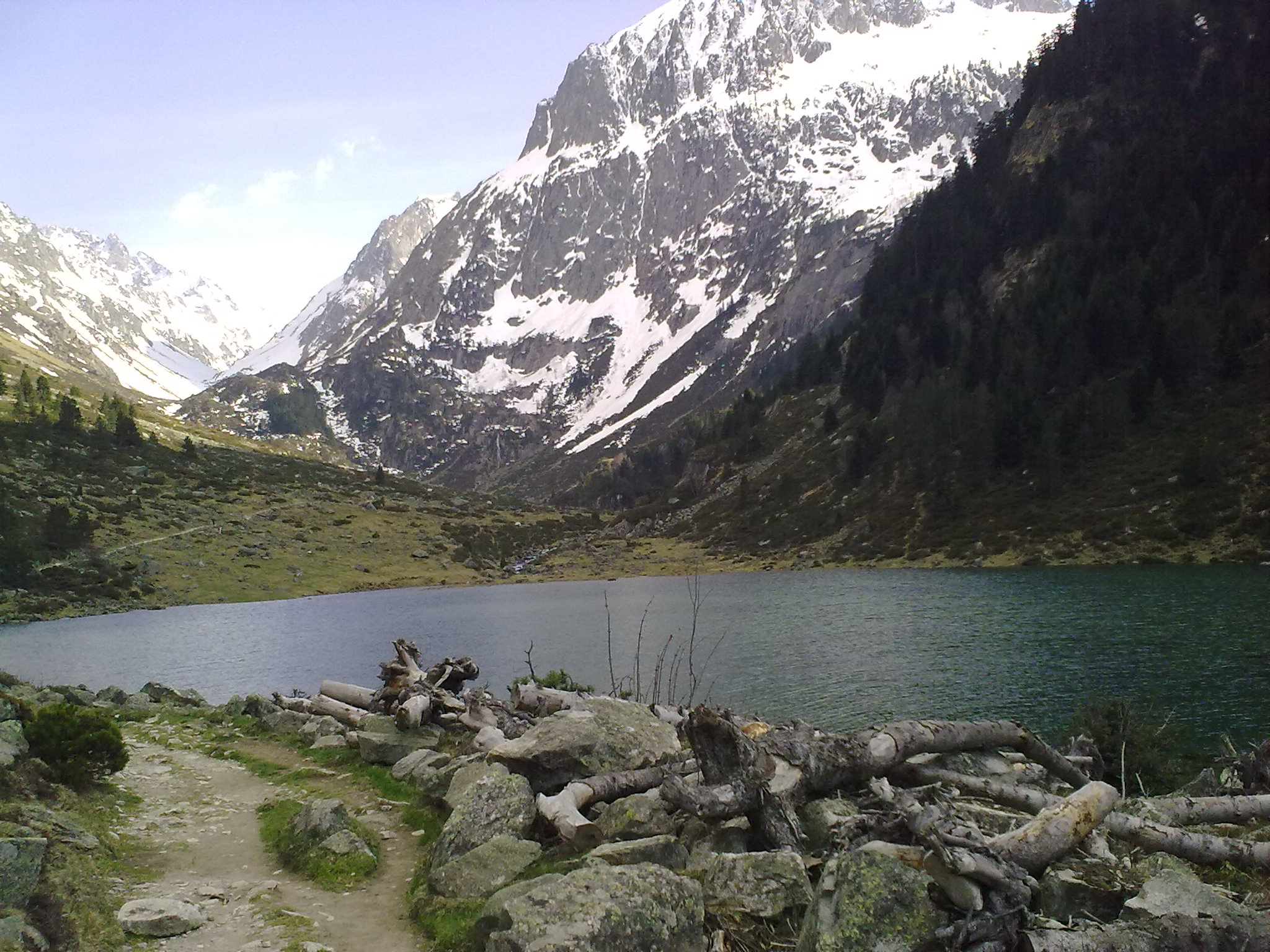
Le lac de Suyen (avril 2010).
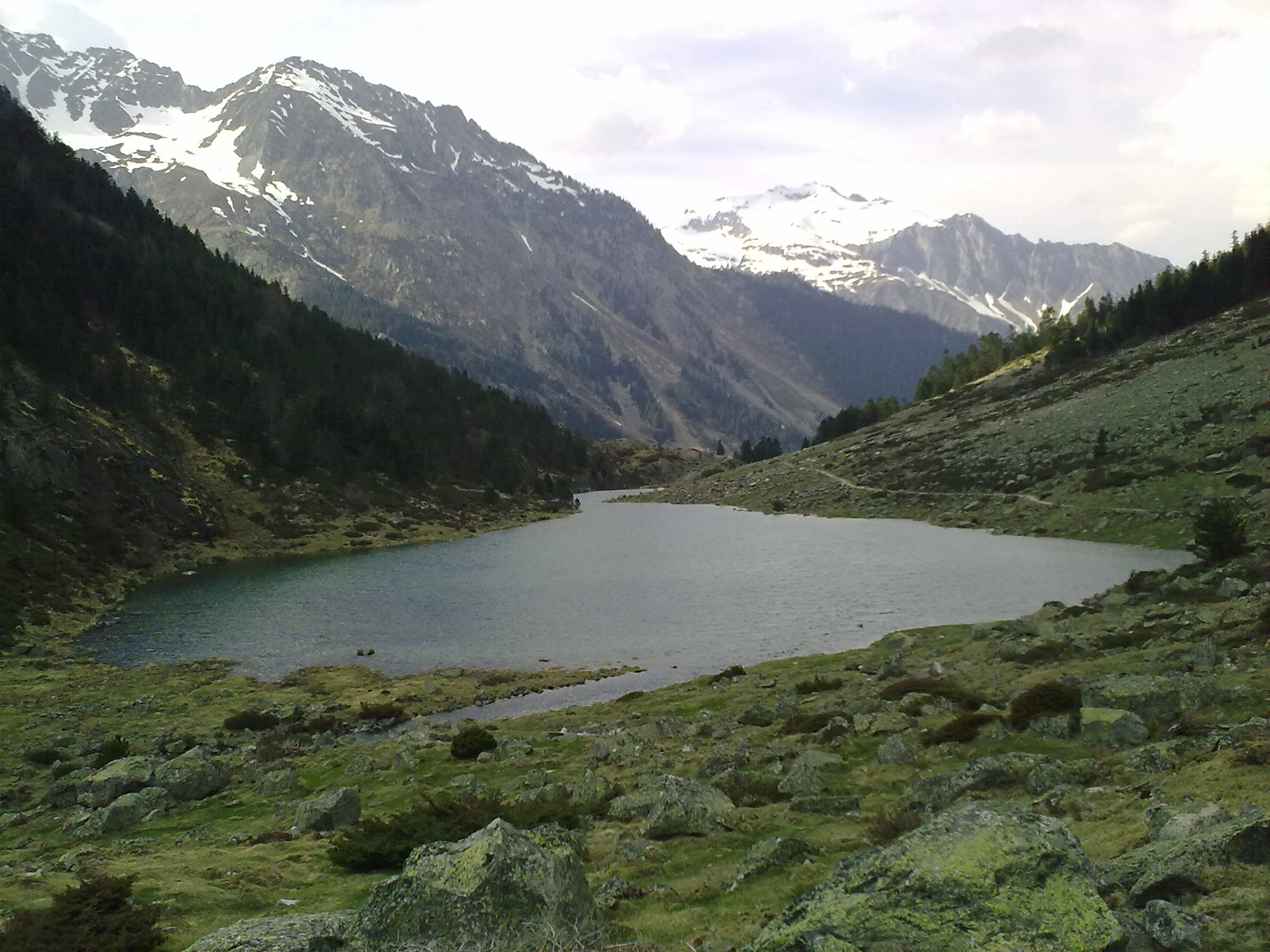
Le lac de Suyen (avril 2010).
Le lac de Suyen (octobre 2014).